# Lobata
Lobata – rząd żebropławów (Ctenophora). Nazwę nadał Johann Friedrich Eschscholtz w 1825.  Występują w Morzu Czarnym i Morzu Kaspijskim, a dwa gatunki (Bolinopsis infundibulum i Mnemiopsis leidyi) odnotowano w zachodnim Bałtyku. Mają lekko spłaszczone ciało o długości około 25 cm, 2 płaty gębowe tworzące obszerny przedsionek oraz zredukowane ramiona.

## Rodziny
- Bathocyroidae
- Bolinopsidae
- Eurhamphaeidae
- Kiyohimeidae
- Lampoctenidae
- Leucotheidae
- Lobatolampeidae
- Ocyropsidae